# Arrenurus lacrimatus
Arrenurus lacrimatus är en kvalsterart som beskrevs av Cook 1955. Arrenurus lacrimatus ingår i släktet Arrenurus och familjen Arrenuridae. Inga underarter finns listade i Catalogue of Life.